# Jūichinin mo iru!
Jūichinin mo iru! (11 人 も い る!) è un dorama stagionale giapponese che è stato trasmesso da TV Asahi a partire dal 21 ottobre del 2011. Ryūnosuke Kamiki ha ricoperto il ruolo principale, mentre Ryōko Hirosue ha interpretato la parte del fantasma domestico. La serie televisiva ha ottenuto un rating di spettatori che ha toccato un picco dell'11,4% e una media complessiva dell'8,7%.

## Trama
La vicenda narra di una famiglia composta da un padre senza lavoro, una madre domestica e otto bambini ognuno con personalità assai diverse tra loro; ma a quanto pare esiste anche un misterioso "undicesimo membro".
Kamiki interpreta il figlio maggiore Kazuo, uno studente delle scuole superiori che aiuta a sostenere la famiglia grazie a lavoretti part time presso una stazione di servizio e tramite la consegna dei giornali. Si scontra però con il padre, un fotografo artistico senza alcuna reale capacità di guadagnarsi da vivere. 
Mitsuura Yasuko interpreta la parte di una moglie obbediente e premurosa, mentre Kato Seishiro è il timido fratellino minore che ha la capacità di vedere un fantasma (l '"undicesimo membro"); ma per paura di essere preso in giro e non creduto non lo dice al resto dei componenti della casa.